# Kamensk (Buriazia)
Kamensk (in russo Каменск?, in buriato: Хаамин) è un insediamento di tipo urbano della Russia, situato nella Repubblica di Buriazia, ai piedi dei monti Chamar-Daban.

## Economia
L'economia si basa sullo sfruttamento del legname e sull'agricoltura; è altresì presente una fabbrica di cemento.

## Infrastrutture e trasporti
L'insediamento è servito dall'autostrada M55 e dalla ferrovia Transiberiana.